# Социалистическая народная партия Черногории
Социалисти́ческая наро́дная па́ртия Черного́рии (черног. Socijalistička narodna partija Crne Gore, серб. Социјалистичка народна партија Црне Горе) — политическая партия Черногории, сильнейшее оппозиционное движение страны. Её возглавляет Владимир Йокович.
В экономических вопросах — левая социал-демократическая, в социальных — социально-консервативная. Выступает против НАТО, поддерживая при этом членство в Евросоюзе.

## История
Партия была учреждена 18 февраля 1998 года в результате раскола в Демократической партии социалистов Черногории между победившими сторонниками Мило Джукановича, выступившими против ориентации на Милошевича, и Момира Булатовича, создавшими СНПЧ. Партия последовательно выступала за сохранение конфедерации между Сербией и Черногорией.

## Результаты выборов вПарламент Черногории
| Выборы | Места | Результат |
| ------ | ----- | --------- |
| 1998   | 29    | 37,18 %   |
| 2001   | 21    | 27,27 %   |
| 2002   | 19    | 25,33 %   |
| 2006   | 8     | 9,88 %    |
| 2009   | 16    | 19,75 %   |
| 2012   | 9     | 11,06 %   |
| 2016   | 3     | 11,05 %   |
| 2020   | 5     | 32,55 %   |
| 2023   | 2     | 3,13 %    |